# ابراهیم‌آباد (کمیجان)
ابراهیم آباد روستایی است از توابع شهرستان کمیجان در استان مرکزی. این روستا در بخش میلاجرد این شهرستان قرار دارد . 

## مشخصات منطقه ای
روستای ابراهیم آباد طبق تقسیمات اخیر کشوری، از توابع بخش میلاجرد شهرستان کمیجان می‌باشد . این روستا با مختصات جغرافیایی ۴۹ درجه و ۳۴ دقیقه طول شرقی و ۵۷ درجه و ۴۳ دقیقه عرض شمالی در شمال غربی استان مرکزی قراردارد.فاصله روستای ابراهیم آباد تا مرکز شهرستان - کیلومتر می‌باشد .

## جمعیت
طبق سرشماری مرکز آمار ایران، جمعیت ابراهیم آباد در سال ۱۳۸۵ برابر با - نفر بوده‌است. این روستا - خانوار دارد. 